# Csajág

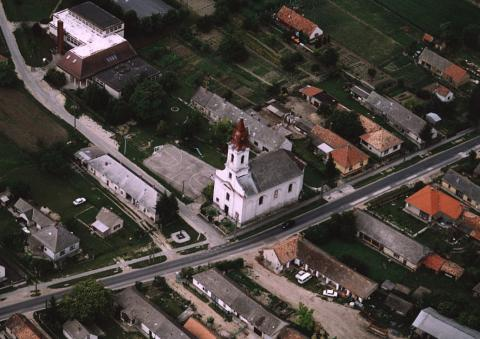
Flygfoto över Csajág.

Csajág är ett samhälle i provinsen Veszprém i Ungern. Csajág ligger i distriktet Balatonalmádi och har en area på 22,37 km². År 2019 hade Csajág totalt 834 invånare.